# Transactions and Proceedings of the Royal Society of New Zealand
Transactions and Proceedings of the Royal Society of New Zealand (abreviado Trans. & Proc. Roy. Soc. New Zealand) fue una revista científica con ilustraciones y descripciones botánicas que fue editada en Nueva Zelanda desde 1934 hasta 1952 y publicados los números vol. 64-79. Fue precedida por Transactions and Proceedings of the New Zealand Institute y reemplazada por Transactions of the Royal Society of New Zealand.